# Чемпионат мира по волейболу среди женских молодёжных команд 2005
13-й женский молодёжный чемпионат мира по волейболу проходил с 23 по 31 июля 2005 года в двух городах Турции (Анкаре и Стамбуле) с участием 12 сборных команд, составленных из игроков не старше 20 лет. Чемпионский титул в 5-й раз в своей истории и в 3-й раз подряд выиграла молодёжная сборная Бразилии.

## Команды-участницы
Турция — команда страны-организатора;
Италия, Сербия и Черногория, Россия, Хорватия — по итогам молодёжного чемпионата Европы 2004;
Китай, Япония — по итогам молодёжного чемпионата Азии 2004;
США, Доминиканская Республика, Пуэрто-Рико — по итогам молодёжного чемпионата Северной, Центральной Америки и Карибского бассейна (NORCECA) 2004;
Бразилия — по итогам молодёжного чемпионата Южной Америки 2004;
Египет — по итогам молодёжного чемпионата Африки 2004.

## Квалификация
Всего для участия в чемпионате мира квалифицировались 12 команд. Кроме сборной Турции, представлявшей страну-хозяйку чемпионата, 11 команд преодолели отбор по итогам пяти континентальных чемпионатов. 
| Турнир                                               | Дата                 | Место проведения | Команды                                    |
| ---------------------------------------------------- | -------------------- | ---------------- | ------------------------------------------ |
| Сборная страны-организатора чемпионата               |                      |                  | Турция                                     |
| Чемпионат Европы среди молодёжных команд 2004        | 3—11 сентября 2004   | Прешов, Бардеёв  | Италия Сербия и Черногория Россия Хорватия |
| Чемпионат Азии среди молодёжных команд 2004          | 19— 26 сентября 2004 | Коломбо          | Китай Япония                               |
| Чемпионат NORCECA среди молодёжных команд 2004       | 3—8 августа 2004     | Виннипег         | США Доминиканская Республика Пуэрто-Рико   |
| Чемпионат Южной Америки среди молодёжных команд 2004 | 25—29 октября 2004   | Ла-Пас           | Бразилия                                   |
| Чемпионат Африки среди молодёжных команд 2004        | 13—15 сентября 2004  | Абуджа           | Египет                                     |

## Система розыгрыша
Соревнования состояли из предварительного этапа и плей-офф. На предварительной стадии 12 команд-участниц были разбиты на 2 группы, в которых играли в один круг. 4 команды (по две лучшие из каждой группы) вышли  в плей-офф за 1—4-е места и разыграли медали чемпионата. 
По подобной системе итоговые 5—8-е места разыграли команды, занявшие в группах предварительного этапа 3—4-е места.  

## Предварительный этап
|  | Прошедшие в плей-офф за 1-4 места |
|  | Прошедшие в плей-офф за 5-8 места |

### Группа A
Анкара
| М | Команда             | 1   | 2   | 3   | 4   | 5   | 6   | И | В | П | С/П   | О  |
| - | ------------------- | --- | --- | --- | --- | --- | --- | - | - | - | ----- | -- |
| 1 | Бразилия            |     | 3:1 | 3:1 | 3:1 | 3:1 | 3:0 | 5 | 5 | 0 | 15:4  | 10 |
| 2 | Сербия и Черногория | 1:3 |     | 3:2 | 3:1 | 3:1 | 3:1 | 5 | 4 | 1 | 13:8  | 9  |
| 3 | Япония              | 1:3 | 2:3 |     | 3:1 | 3:1 | 2:3 | 5 | 2 | 3 | 11:11 | 7  |
| 4 | Турция              | 1:3 | 1:3 | 1:3 |     | 3:0 | 3:1 | 5 | 2 | 3 | 9:10  | 7  |
| 5 | Хорватия            | 1:3 | 1:3 | 1:3 | 0:3 |     | 3:2 | 5 | 1 | 4 | 6:14  | 6  |
| 6 | США                 | 0:3 | 1:3 | 3:2 | 1:3 | 2:3 |     | 5 | 1 | 4 | 7:14  | 6  |

23 июля
Бразилия — Япония 3:1 (23:25, 25:16, 25:18, 25:13); Сербия и Черногория — США 3:1 (25:18, 24:26, 25:23, 25:19); Турция — Хорватия 3:0 (25:21, 25:16, 25:21).
24 июля
Бразилия — США 3:0 (25:19, 25:20, 25:14); Сербия и Черногория — Хорватия 3:1 (25:21, 25:18, 18:25, 25:22); Япония — Турция 3:1 (25:20, 21:25, 25:20, 26:24).
25 июля
США — Япония 3:2 (15:25, 25:20, 27:25, 19:25, 15:13); Бразилия — Хорватия 3:1 (25:22, 25:18, 19:25, 25:21); Сербия и Черногория — Турция 3:1 (25:18, 25:20, 22:25, 25:15).
27 июля
Сербия и Черногория — Япония 3:2 (25:23, 21:25, 25:21, 21:25, 15:13); Хорватия — США 3:2 (25:15, 23:25, 25:13, 19:25, 15:13); Бразилия — Турция 3:1 (17:25, 25:18, 25:19, 25:20).
28 июля
Япония — Хорватия 3:1 (25:23, 23:25, 25:14, 25:20); Бразилия — Сербия и Черногория 3:1 (25:14, 25:23, 16:25, 25:12); Турция — США 3:1 (25:14, 19:25, 25:22, 25:22).

### Группа В
Стамбул
| М | Команда                  | 1   | 2   | 3   | 4   | 5   | 6   | И | В | П | С/П  | О  |
| - | ------------------------ | --- | --- | --- | --- | --- | --- | - | - | - | ---- | -- |
| 1 | Китай                    |     | 3:2 | 3:0 | 3:0 | 3:2 | 3:0 | 5 | 5 | 0 | 15:4 | 10 |
| 2 | Италия                   | 2:3 |     | 3:1 | 3:0 | 3:0 | 3:0 | 5 | 4 | 1 | 14:4 | 9  |
| 3 | Россия                   | 0:3 | 1:3 |     | 3:0 | 3:0 | 3:0 | 5 | 3 | 2 | 10:6 | 8  |
| 4 | Пуэрто-Рико              | 0:3 | 0:3 | 0:3 |     | 3:1 | 3:0 | 5 | 2 | 3 | 6:10 | 7  |
| 5 | Доминиканская Республика | 2:3 | 0:3 | 0:3 | 1:3 |     | 3:0 | 5 | 1 | 4 | 6:12 | 6  |
| 6 | Египет                   | 0:3 | 0:3 | 0:3 | 0:3 | 0:3 |     | 5 | 0 | 5 | 0:15 | 5  |

23 июля
Россия — Пуэрто-Рико 3:0 (25:23, 25:23, 25:18); Китай — Египет 3:0 (25:10, 25:12, 25:15); Италия — Доминиканская Республика 3:0 (25:22, 25:21, 25:21).
24 июля
Италия — Пуэрто-Рико 3:0 (25:18, 25:21, 25:10); Китай — Доминиканская Республика 3:2 (25:14, 25:12, 15:25, 23:25, 16:14); Россия — Египет 3:0 (25:20, 25:10, 25:15).
25 июля
Пуэрто-Рико — Египет 3:0 (25:21, 25:12, 25:13); Россия — Доминиканская Республика 3:0 (25:22, 25:20, 25:18); Китай — Италия 3:2 (25:19, 22:25, 14:25, 25:18, 15:11).
27 июля
Китай — Пуэрто-Рико 3:0 (25:22, 25:18, 25:12); Италия — Россия 3:1 (32:30, 25:20, 25:27, 25:16); Доминиканская Республика — Египет 3:0 (25:9, 25:17, 25:17).
28 июля
Пуэрто-Рико — Доминиканская Республика 3:1 (25:18, 22:25, 25:23, 27:25); Италия — Египет 3:0 (25:12, 25:11, 25:5); Китай — Россия 3:0 (25:17, 25:23, 25:21).

## Плей-офф

### За 5—8-е места
Стамбул

#### Полуфинал
30 июля
Япония — Пуэрто-Рико 3:1 (23:25, 25:20, 25:23, 25:19).
Турция — Россия 3:1 (19:25, 27:25, 25:16, 29:27).

#### Матч за 7-е место
31 июля
Россия — Пуэрто-Рико 3:1 (25:16, 25:21, 22:25, 25:19).

#### Матч за 5-е место
31 июля
Япония — Турция 3:1 (25:15, 19:25, 25:17, 25:21).

### За 1—4-е места
Анкара

#### Полуфинал
30 июля
Бразилия — Италия 3:2 (28:26, 31:33, 21:25, 25:19, 15:13).
Сербия и Черногория — Китай 3:1 (25:23, 17:25, 25:9, 25:20).

#### Матч за 3-е место
31 июля
Китай — Италия 3:2 (25:19, 16:25, 25:19, 19:25, 15:12).

#### Финал
31 июля
Бразилия — Сербия и Черногория 3:1 (22:25, 25:12, 25:16, 25:14). Отчёт

## Итоги

### Положение команд
| Место | Команда                  |
| ----- | ------------------------ |
| 1     | Бразилия                 |
| 2     | Сербия и Черногория      |
| 3     | Китай                    |
| 4     | Италия                   |
| 5     | Япония                   |
| 6     | Турция                   |
| 7     | Россия                   |
| 8     | Пуэрто-Рико              |
| 9—10  | Доминиканская Республика |
| 9—10  | Хорватия                 |
| 11—12 | США                      |
| 11—12 | Египет                   |

### Призёры
Бразилия: Режиане Бидиас, Вероника Брито, Аденизия Силва, Таиса Менезис, Наталия Манфрин, Камила Торкетт, Фернанда Гарай Родригис, Наташа Фаринеа, Мишель Паван, Ана Тьеми Такагуи, Суэлен Пинто, Суэль Оливейра. Главный тренер — Антонио Ризола Нето.
  Сербия и Черногория: Сильвия Радович, Ивана Нешович, Ана Яксич, Душанка Карич, Мирьяна Комленович, Ана Антониевич, Александра Петрович, Саня Ханушич, Марта Дрпа, Йована Весович, Невена Джорджевич, Мария Мратинкович. Главный тренер — Зоран Ковачич. 
  Китай: Ван Чэнь, Чжао Юй, Чжоу Жуньчжи, Инь На, Люй Цянь, Ван Линь, Ян Яньань, Ло Юй, Инь Мэн, Вэй Цююэ, Ван Нань, Янь Ни. Главный тренер — Цай Бинь.

### Индивидуальные призы
- MVP:  Йована Весович
- Лучшая связующая:  Вэй Цююэ
- Лучшая нападающая:  Инь Мэн
- Лучшая блокирующая:  Аденизия Силва
- Лучшая в защите:  Моника Де Дженнаро
- Лучшая на подаче:  Барбара Флорес
- Лучшая на приёме:  Сильвия Радович
- Самая результативная:  Саори Кимура